# Lubeck
|  | Aquest article tracta sobre la ciutat de Vírgina de l'Oest. Si cerqueu la ciutat alemanya, vegeu «Lübeck». |

Lubeck és una concentració de població designada pel cens dels Estats Units a l'estat de Virgínia de l'Oest. Segons el cens del 2000 tenia 1.303 habitants, 510 habitatges, i 403 famílies. La densitat de població era de 117,8 habitants per km².